# Hawarin
Hawarin (arab. حوارين) – miejscowość w Syrii, w muhafazie Hims. W 2004 roku liczyła 1802 mieszkańców.